# Stigand (prénom)
Pour les articles homonymes, voir Stigand (homonymie).
Cette page présente le prénom Stigand ainsi que ses variantes.
Stigand est un anthroponyme vieux norrois (Stígandr), basé sur l'élément stíga « marcher, errer », et signifiant « celui qui marche à grands pas ». 
Il fut notamment porté par : 
- Stigand (mort en 1072), ecclésiastique anglo-saxon, archevêque de Cantorbéry ;
- Stigand de Mézidon (mort en 1066), baron du duché de Normandie ;
- Stigand de Selsey (mort en 1087), ecclésiastique anglo-saxon, évêque de Selsey.